# People Gotta Move
"People Gotta Move" is een nummer van de Canadese zanger Gino Vannelli. Het nummer verscheen op zijn album Powerful People uit 1974. Op 14 juli van dat jaar werd het nummer uitgebracht als de eerste single van het album.

## Achtergrond
"People Gotta Move" is geschreven door Vannelli en geproduceerd door Vannelli, zijn broer Joe Vannelli en Herb Alpert. Hij behaalde een klein succes met de single. Het bereikte plaats 21 in zijn thuisland Canada en was tevens zijn eerste hit in de Amerikaanse Billboard Hot 100, waar het tot plaats 22 kwam. In Nederland werd de Top 40 weliswaar niet gehaald, maar kwam het wel tot plaats 20 in de Tipparade. Desondanks bleek het in dit land een populair nummer en stond het jarenlang in de NPO Radio 2 Top 2000, met plaats 738 in 2005 als hoogste notering. In deze periode werd het nummer ook gebruikt in een aantal commercials van de ANWB.

## NPO Radio 2 Top 2000
| Nummer met noteringen in de NPO Radio 2 Top 2000 | '99 | '00  | '01  | '02  | '03  | '04  | '05 | '06  | '07  | '08  | '09  | '10  |
| ------------------------------------------------ | --- | ---- | ---- | ---- | ---- | ---- | --- | ---- | ---- | ---- | ---- | ---- |
| People Gotta Move                                | 954 | 1348 | 1103 | 1038 | 1809 | 1345 | 738 | 1413 | 1660 | 1306 | 1690 | 1709 |

1. ↑  Een vetgedrukt getal geeft de hoogste notering aan.
2. ↑  Deze tabel is bijgewerkt tot en met de laatste editie (2024).